# Søren Petersen
Søren Peter Petersen, född 6 december 1894 i Kolding, död 1945 i Belgien, var en dansk boxare. Petersen blev olympisk silvermedaljör i tungvikt i boxning vid sommarspelen 1924 i Paris.
Den svenske boxare Harry Persson hade några år före OS 1924 sin första debutmatch som amatörboxare mot Petersen i Cirkus, Stockholm. Det var en match som Persson förlorade, men hans första insats var ändå imponerande.